# Невірків (Польща)
Невірків (або Невирків, Нєвіркув, пол. Niewirków) — село в Польщі, у гміні Мячин Замойського повіту Люблінського воєводства. Населення — 519 осіб (2011).

## Назва
На думку мовознавиці Галини Вишневської, назва села може походити від дохристиянського імені Невірко.

## Історія
За даними митрополита Іларіона (Огієнка), 1436 року вперше згадується православна церква в селі. Український історик Іван Крип'якевич датує першу згадку про церкву 1564 роком.
За даними етнографічної експедиції 1869—1870 років під керівництвом Павла Чубинського, у селі здебільшого проживали греко-католики, усе населення розмовляло українською мовою.
З 1889 року в Невіркові була дерев'яна церква, яку в 1939 році перероблено в костел. На 1939 рік в селі мешкало 50 українських родин.
Восени 1939 року була започаткована українська школа на дві класних кімнати, де вчителем став Микола Саєнчук. На початку лютого 1940 року при школі організували курси українознавства. Численна активна українська молодь створила Українське Освітнє Товариство, бібліотеку та хор. У березні 1940 року влаштовано Шевченківський концерт. В селі був заснований також український повітовий Союз Кооператив, у який вступили майже усі українські родини. 29 червня 1941 року в Невіркові відбулося велике свято, громада села відновила і відчинила церкву. Першу службу Божу відправив замостенський декан. У кінці 1943 року німці вирішили виселити частину Замойського повіту і поселити там фольксдойчів, а українське населення села вивезено до західної Польщі. 1944 року польські шовіністи вбили в селі 37 українців.
У 1975—1998 роках село належало до Замойського воєводства.

## Населення
Демографічна структура станом на 31 березня 2011 року:
|          | Загалом | Допрацездатний вік | Працездатний вік | Постпрацездатний вік |
| -------- | ------- | ------------------ | ---------------- | -------------------- |
| Чоловіки | 269     | 70                 | 166              | 33                   |
| Жінки    | 250     | 52                 | 127              | 71                   |
| Разом    | 519     | 122                | 293              | 104                  |